# Вулька-Даньковська
Вулька-Даньковська (пол. Wólka Dańkowska) — село в Польщі, у гміні Блендув Груєцького повіту Мазовецького воєводства.
Населення — 64 особи (2011).
У 1975-1998 роках село належало до Радомського воєводства.

## Демографія
Демографічна структура станом на 31 березня 2011 року:
|          | Загалом | Допрацездатний вік | Працездатний вік | Постпрацездатний вік |
| -------- | ------- | ------------------ | ---------------- | -------------------- |
| Чоловіки | 32      | 8                  | 18               | 6                    |
| Жінки    | 32      | 7                  | 16               | 9                    |
| Разом    | 64      | 15                 | 34               | 15                   |